# Sel (zespół muzyczny)
SEL – litewski zespół muzyczny, istniejący od 10 listopada 1990 roku. Liderem grupy jest Egidijus Dragūnas (wokal, teksty, muzyka), a producentem Žilvinas Žusinas. Zespół wydał dziesięć albumów. Piosenki śpiewane są w języku litewskim.

## Dyskografia

### Albumy
- Kaip ir tu, 1993
- Paskutinį kartą, 1994
- Kontrolinis šūvis, 1995
- Neįvertinta karta, 1996
- Guma, 1998
- Kubas, 1999
- 23, 2002
- Viskas ką turiu, 2004
- Muzika, 2006
- Aš kaip žąsis, 2010

### Single
- Lengvai, 1997
- Sapnai, 1997
- Svetimi, 1998
- Tavo, 1999
- Duok man, 2001
- Sweet Ateitis, 2007

### Top Songs
- Geriausios dainos, 2001
- Geriausieji remix’ai, 2003

### DVD
- Kelias į dangų, 2005

## Sopot Festival
25 sierpnia 2012 roku grupa SEL wzięła udział w Konkursie Sopot Festival, prezentując piosenkę Ten, kur sapnai. Zespół zajął 4. miejsce.